# Вальден, Бенгт
Бенгт Отто Вальде́н (швед. Bengt Otto Walden, 16 апреля 1973, Накка, Стокгольм) — шведский и американский саночник, выступавший с 1988 года за сборную Швеции и с 2007 года по 2011-й за сборную США. Участник четырёх зимних Олимпийских игр, ныне главный тренер норвежской команды по санному спорту.

## Биография
Бенгт Вальден родился 16 апреля 1973 года в городе Накка, лен Стокгольм. Активно заниматься санным спортом начал в возрасте двенадцати лет, спустя три года прошёл отбор в национальную сборную, причём соревновался как на одноместных санях, так и на двухместных в паре с Андерсом Седербергом. В 1990 году дебютировал на молодёжном чемпионате мира, сразу же попав в десятку сильнейших, через год впервые принял участие в заездах взрослого мирового первенства. Благодаря череде удачных выступлений удостоился права защищать честь страны на Олимпийских играх 1994 года в Лиллехаммере, где впоследствии занял семнадцатое место.
В 1998 году Вальден отправился на Олимпиаду в Нагано, в одиночном разряде финишировал девятнадцатым, тогда как в двойках показал двенадцатое время. Окончил сезон девятым местом на чемпионате Европы, и это лучший его результат на европейских первенствах в двухместных санях. На чемпионате мира 2000 года в швейцарском Санкт-Морице показал свой лучший результат на мировых первенствах, когда занял в турнирной таблице девятую строчку. На Олимпийских играх 2002 года в Солт-Лейк-Сити был двадцать третьим в одиночках, а в двойках финишировать не смог.
Затем в выступлениях Вальдена наметился спад, из-за возросшей конкуренции в сборной ему пришлось пропустить Олимпиаду в Турине. В 2006 году женился на американской саночнице Эшли Хейден и перешёл в команду США. Чемпионат мира 2009 года в Лейк-Плесиде получился самым успешным в его карьере — шестые места в одноместных санях и среди смешанных команд. Со своей новой командой ездил на Олимпийские игры 2010 года в Ванкувер, где в одиночках смог подняться до пятнадцатой позиции, — ради этой поездки вынужден был отказаться от шведского гражданства в пользу американского. Весной 2011 года в возрасте 38 лет принял решение завершить карьеру профессионального спортсмена, уступив место молодым американским саночникам. Продолжил работу в санном спорте в качестве тренера норвежской сборной.